# Caleta Cóndor
Caleta Cóndor es una aislada localidad costera de la Comuna de Río Negro, Provincia de Osorno en la X Región de Los Lagos,  Chile.Chile

## Descripción
Se encuentra ubicada al sur de la localidad de Caleta Huellelhue y al norte de la comunidad de Manquemapu.  Su ubicación exacta es Lat -40,7010 Long -73,7975, en la costa del océano Pacífico; la cual corresponde a la desembocadura del Río Cholhuaco. 
Los  habitantes del sector corresponden a comunidades indígenas que habitan este territorio y se dedican a la pesca, el buceo y el ecotourismo.

## Accesibilidad y transporte
El acceso puede ser mediante barcas que zarpan los lunes y miércoles, tienen un costo de 600 pesos chilenos para los locales; si queda espacio para turistas pueden subir. También puedes tomar lanchas que tendrán un costo distinto dependiendo del dueño de la embarcación que te lleva. Es un viaje de aproximadamente 2 horas.
También puede llegar a pie, por un camino no muy marcado en alrededor de 2 días. Son aproximadamente 40 kilómetros.